# Lupetti
La branca Lupetti è parte dello scautismo ed è formata da bambini (e bambine nel caso di AGESCI e CNGEI) tra i 7/8 e gli 11/12 anni che si riuniscono in unità chiamate branchi. Il lupettismo è un metodo educativo che ha lo scopo di aiutare a crescere il/la bambino/a seguendo i principi dell'impegno e della solidarietà con un metodo originale ed adatto alla sua età.

## Metodo Educativo
Il metodo educativo del lupettismo, proposto per la prima volta dal fondatore dello scautismo Robert Baden-Powell, nacque dopo il successo dello scautismo (inizialmente rivolto ai ragazzi di età maggiore), con l'intento di trasmettere anche ai bambini un'educazione retta e pragmatica attraverso strumenti semplici ma efficaci. Questi sono il gioco, l'utilizzo di un ambiente fantastico basato su una riduzione del testo Il libro della giungla di Rudyard Kipling a cui tutto viene riferito (ad esempio, i capi sono detti Vecchi Lupi e vengono chiamati con i nomi dei personaggi del libro), la cosiddetta morale indiretta o morale per tipi (in cui le scelte morali vengono presentate tramite i comportamenti delle figure dei personaggi del Libro della Giungla) e la condivisione di alcune regole basilari per una quieta e proficua convivenza nel gruppo. Si è deciso di basare la maggior parte delle attività proposte su una riduzione; una scelta mirata, effettuata tenendo conto dei molteplici aspetti formativi che permeano il libro, che unisce nella narrazione la struttura del romanzo di formazione, il confronto continuo con ostacoli e avversità, l'utilità della già citata morale per tipi.
Questo metodo venne fortemente sviluppato da Vera Barclay, prima Akela d'Inghilterra, che ideò una vera e propria Legge del gruppo (Legge del Branco) e capì che un elemento fondamentale per la buona riuscita delle attività con i bambini doveva essere l'atmosfera respirata all'interno del gruppo; il primo ambiente formativo è la propria casa natale, la Barclay quindi ha coniato la dicitura famiglia felice per esemplificare l'ambiente vissuto dai fanciulli.
Il lupettismo, così come lo scautismo, nacque inizialmente per i bambini, mentre per le bambine c'era il movimento parallelo del guidismo. La branca corrispondente al lupettismo, nell'associazione delle guide inglesi, si chiama "Brownie Guides". Il termine non ha avuto particolare fortuna in Italia, tanto è vero che l'Associazione guide italiane inventò una branca coccinelle. Negli anni '70 molte associazioni scout si aprirono anche alle ragazze oppure si fusero con le corrispondenti associazioni di guide. Per questo motivo, oggi, in talune associazioni è possibile trovare bambini di entrambi i sessi.
Nei movimenti o associazioni scout cattoliche, al cui metodo ha largamente contribuito l'opera di Fausto Catani, ha particolare rilievo la figura di San Francesco d'Assisi, santo patrono e guida spirituale dei lupetti.
La proposta educativa scout non si ferma al lupettismo, ma continua con la proposta del Reparto (per ragazzi/e fra gli 11/12 e i 15/16 anni) e del Clan o Compagnia (dai 15/16 ai 20/21 anni), fino al raggiungimento dell'età adulta.
I mezzi principali che il metodo mette a disposizione degli educatori scout, per sviluppare le potenzialità del bambino, sono:
- il Gioco
- la Giungla
- la Tecnica
- la Famiglia Felice
- la Legge del Branco
- la Promessa
- le Parole Maestre
- il Motto
- le Massime del Lupetto

Vi sono varie organizzazioni italiane che praticano il lupettismo (vedi Scautismo e guidismo in Italia).

## La Promessa
La Promessa del Lupetto è la prima che viene pronunciata all'interno del percorso scout, può essere considerata una forma semplificata della Promessa scout ed è studiata per essere comprensibile e, soprattutto, adeguata alla fascia d'età a cui si fa riferimento.
Nell'Associazione Guide e Scouts Cattolici Italiani (AGESCI) la Promessa è:
Prometto, con l'aiuto e l'esempio di Gesù, di fare del mio meglio
per migliorare me stesso/a,
per aiutare gli altri,
per osservare la legge del Branco.
Nel Corpo nazionale giovani esploratori ed esploratrici italiani (CNGEI) la Promessa è:
Io (Nome) mi impegno a fare del mio meglio
per migliorare me stesso/a,
crescere insieme ai miei Fratelli
e ricercare la mia spiritualità.
Voglio scoprire con curiosità e rispetto
la mia Città il mio Paese ed il Mondo,
amare la Natura e compiere Buone Azioni.
Scelgo di far parte del Branco (Nome del branco)
e mi impegno a conoscerne e seguirne la Legge.
Nell'Associazione italiana guide e scouts d'Europa cattolici (FSE) la Promessa è:
Con l'aiuto di Dio,
prometto di fare del mio meglio
per essere fedele a Dio, ai miei genitori e alla mia Patria;
per osservare la Legge del Branco
e fare una buona azione a vantaggio di qualcuno ogni giorno.
Nell'Associazione Italiana di Scautismo Raider (ASSORAIDER) la Promessa è:
Prometto di fare del mio meglio per:
Compiere il mio dovere di amore verso Dio, la Patria, la Famiglia e l'Umanità.
Osservare la legge del branco e compiere ogni giorno una buona azione.
Nell'Associazione Giovani Esploratori Sardi (AGES) la Promessa è:
Prometto di fare del mio meglio
per amare Dio, la famiglia e la comunità,
per osservare le leggi del Branco,
per realizzare ogni giorno Buone Azioni.

## La Legge
La Legge del Lupetto, ideata da Vera Barclay, è tradotta in italiano nelle seguenti maniere:
Nell'AGESCI la Legge è
1. Il Lupetto pensa agli altri come a se stesso/a
2. Il Lupetto vive con gioia e lealtà insieme al Branco

Nel CNGEI la legge è
1. Il Lupetto ascolta il Vecchio Lupo
2. Il Lupetto non cede a se stesso/a

Nell'FSE la Legge è
1. Il Lupetto ascolta il Vecchio Lupo
2. Il Lupetto non ascolta se stesso

Nell'ASSORAIDER la Legge è
1. Il Lupetto ascolta sempre il Vecchio Lupo
2. Il Lupetto non ascolta mai se stesso/a

Nell'AGES la Legge è
1. Il Lupetto ascolta i Vecchi Lupi
2. Il Lupetto impegna sempre se stesso/a

## Le Parole Maestre
Le Parole Maestre sono frasi caratteristiche pronunciate dai personaggi chiave del Libro della Giungla e vengono richiamate durante le attività per trasmettere ai bambini un particolare insegnamento. Queste frasi hanno un'importanza molto rilevante: dal momento che vengono proposte direttamente dai personaggi amati dai bambini, questi ultimi ne sono particolarmente attratti ed affascinati e – di conseguenza – le ricordano meglio. La formulazione è differente nelle varie associazioni. Nell'FSE la Parola Maestra per antonomasia è Del Nostro Meglio, che per Baden-Powell e per quasi tutte le altre associazioni è invece il Motto (vedi più avanti).
Alcune parole maestre attribuite ai personaggi principali:
- Akela (il lupo Capo del Branco): "Buona caccia a tutti quelli che rispettano la Legge della Giungla" ("Good hunting all That keep the Jungle Law");
- Bagheera (la pantera nera): "Zampe che non fanno rumore, occhi che vedono nell'oscurità, orecchie che odono il vento delle tane, denti bianchi e taglienti" ("Feet that make no noise; eyes that can see in the dark; ears that can hear the winds in their lairs, and sharp white teeth");
- Baloo (l'orso saggio): "La giungla è grande e il Cucciolo è piccolo. Che egli stia tranquillo e mediti." ("The jungle is large and the Cub he is small. Let him think and be still.");
- Kaa (il pitone delle rocce): "Un cuore impavido e una lingua cortese ti porteranno lontano nella giungla" ("A brave heart and a courteous tongue, They shall carry thee far through the jungle");
- Chil (l'avvoltoio): "Siamo dello stesso sangue, tu ed io" ("We be of one blood, thou and I.").

Sebbene Chil l'avvoltoio non rientri fra le quattro figure principali del Libro della Giungla (Akela, Bagheera, Kaa, Baloo), la parola maestra a lui attribuita è talmente importante da conferire a questo personaggio, almeno per quanto riguarda le parole maestre, pari importanza ai quattro. Esistono, comunque, molte altre parole maestre ma generalmente non vengono associate, per comodità, a nessun personaggio in particolare.

## Il Saluto
Il saluto del lupetto viene effettuato portando alla tempia l'indice e il medio della mano destra aperti a formare le orecchie del lupo. Le due dita ricordano i due punti della legge. Il pollice viene poggiato a fianco dell'anulare (come chiaramente evidenziato dal disegno di B.-P. sul Manuale dei Lupetti) [sull'anulare e sul mignolo simboleggia l'impegno del Lupetto a proteggere ed aiutare i più piccoli] a differenza del saluto scout in cui il pollice viene poggiato sul mignolo per simboleggiare l'impegno dell'esploratore per aiutare i più piccoli.

## Il Motto
Del nostro Meglio
Il motto può essere considerato come la sintesi della Legge e Promessa del Lupetto, è strettamente legato al Grande Urlo e come quest'ultimo esprime la propria volontà di impegnarsi. Nell'FSE il motto Del Nostro Meglio prende invece il nome di Parola Maestra.

## La Preghiera
Nelle associazioni cattoliche, un aspetto fondamentale della formazione del lupetto è la crescita della sua vita di fede. Detto in termini più semplici, il bambino, all'interno del Branco, viene stimolato a relazionarsi, confrontarsi e ascoltare Gesù, in ogni cosa che fa (perché ogni cosa fatta bene è preghiera), attraverso la figura di san Francesco. A lui è rivolta la preghiera del Branco, perché interceda presso Gesù e li aiuti a fare sempre del proprio meglio:
O santo Francesco buono,
ascolta la preghiera dei tuoi lupetti:
tu, la cui parola d'Amore ascoltavano
uccelli, pesci e lupo feroce;
fa che scenda nel nostro cuore
la soave bontà del Signore;
fa che noi possiamo sempre
amare e servire amici e nemici
come tu ci hai mostrato;
fa che la nostra anima
sia sempre candida,
e i nostri canti e la nostra gioia
giungano fino a te,
e tu possa così
offrire i nostri cuori a Gesù.
Quando invece i lupetti sono soli (quando non c'è tutto il branco) sono spronati a parlare con Gesù attraverso queste parole:
Buon Gesù,
io ti amo con tutto il mio cuore, 
perché mai troverò migliore amico di te.
Per farti piacere io voglio,
con l'aiuto di Maria,
nostra Mamma del Cielo,
fare del mio meglio
come tu facevi ogni giorno a Nazareth.
Insegnami dunque ad ascoltare
non me stesso/a ma la tua voce,
quella dei miei genitori,
dei miei superiori, dei miei Capi.
Amen.

## Le Massime
Alla legge del lupettismo FSE vengono affiancate 5 massime. Esse costituiscono altrettante "consegne morali" per il Lupetto e, in un certo senso, una sorta di "specificazione" della Legge del Branco; ma non vanno confuse con quest'ultima, che rappresenta sempre il valore massimo e più importante. Le Massime, in sostanza, sono dei suggerimenti pratici e particolari per aiutare il Lupetto ad osservare meglio la Legge.
1. Il Lupetto pensa prima agli altri;
2. Il Lupetto apre occhi ed orecchie;
3. Il Lupetto è sempre pulito;
4. Il Lupetto dice sempre la verità;
5. Il Lupetto è sempre di buon umore.

## La Giungla
La giungla è l'ambiente fantastico in cui vive il Branco. Tratta dalle storie del libro della giungla rappresenta un elemento fondamentale in quanto, grazie ad essa, non solo si riesce ad andare incontro alla fantasia del Lupetto, ma permette anche all'"adulto educatore" di riuscire ad entrare nel mondo del bambino e di farsi accettare e di proporre modelli da seguire.
Nell'ambiente giungla, i capi branco vengono chiamati Vecchi Lupi, essi scelgono un Nome Giungla tra i vari Personaggi Giungla (ogni capo è comunque un "vecchio lupo", anche se il suo personaggio non è effettivamente un lupo, ma un altro tipo di animale).

## Il Gioco
Per un bambino, il gioco è vita. È l'occupazione più importante come per un adulto lo è il lavoro. Insegnandogli a giocare bene, gli si insegna a "vivere bene". Essenzialmente, la vita di Branco è puro "gioco". La cosa più importante da ricordare per i capi (che vengono chiamati Vecchi Lupi) è: dobbiamo fare tutto "col gioco" ma niente "per gioco". I Lupetti identificano "gli educatori" con dei nomi di personaggi tratti da Il libro della giungla, quali: Akela, Bagheera, Kaa, Baloo, Chil, Fratel Bigio ecc.

## La parlata nuova
La parlata nuova è quello strumento attraverso il quale i Vecchi Lupi riescono a mettersi sullo stesso piano dei bambini per avere con loro un dialogo biunivoco. La parlata nuova è costituita dalle Parole Maestre, dal clima di Famiglia Felice, dall'atmosfera della Giungla dai giochi e riti del branco.

## Grande Urlo
Il Grande Urlo viene effettuato dal Branco in onore di Akela per ribadire la propria volontà di fare "del proprio meglio"; normalmente viene effettuato all'inizio della riunione e in occasione della cerimonia della Promessa.